# Гиров (Речицкий район)
Гиров (бел. Гіроў) — деревня в Белоболотском сельсовете Речицкого района Гомельской области Белоруссии.

## География

### Расположение
В 5 км на север от районного центра и железнодорожной станции Речица (на линии Гомель — Калинковичи), 55 км от Гомеля.

### Гидрография
На восточной окраине озеро Ляхово.

## Транспортная сеть
Транспортные связи по просёлочной, затем автомобильной дороге Речица — Светлогорск. Планировка состоит из 2 меридиональных улиц. Застройка плотная, деревянная, усадебного типа.

## История
По письменным источникам известна с XV века как селение в Речицком повете Минского воеводства Великого княжества Литовского. В 1499 году владелец Гомельской волости князь С. И. Можайский перешёл на сторону Московского княжества, временно захватив вместе с другими и село Гиров. Упоминается в 1526-27 годах в материалах о конфликтах между ВКЛ и Московским государством.
После 1-го раздела Речи Посполитой (1772 год) в составе Российской империи. Хозяин поместья Гиров в 1870 году владел 1237 десятинами земли. С 1880 года действовал хлебозапасный магазин. Согласно переписи 1897 года в Чеботовичской волости Гомельского уезда Могилёвской губернии. В 1909 году 110 десятин земли. В 1926 году в Уваровичском районе Гомельского округа. В 1931 году организован колхоз. Во время Великой Отечественной войны в июне 1944 года оккупанты сожгли 50 дворов, убили 97 жителей. 21 житель погиб на фронте. Согласно переписи 1959 года в составе совхоза «Речица» (центр — деревня Белое Болото).

## Население

### Численность
- 2004 год — 28 хозяйств, 40 жителей.

### Динамика
- 1897 год — 20 дворов, 155 жителей (согласно переписи).
- 1909 год — 27 дворов, 181 житель.
- 1926 год — 43 двора, 251 житель.
- 1940 год — 80 дворов, 296 жителей.
- 1959 год — 300 жителей (согласно переписи).
- 2004 год — 28 хозяйств, 40 жителей.